# (21682) Peštafrantišek
(21682) Peštafrantišek, désignation internationale (21682) Pestafrantisek, est un astéroïde de la ceinture principale.

## Description
(21682) Pestafrantisek est un astéroïde de la ceinture principale. Il fut découvert le 9 septembre 1999 à l'Observatoire d'Ondřejov par Petr Pravec et Peter Kušnirák. Il présente une orbite caractérisée par un demi-grand axe de 2,47 UA, une excentricité de 0,08 et une inclinaison de 8,5° par rapport à l'écliptique.

## Compléments